# Templo de Trajano
O Templo de Trajano foi um templo romano construído no Fórum de Trajano, na Roma Antiga, no século II pelo filho adotivo e sucessor de Trajano, Adriano, entre 125 e 138, e dedicado ao finado imperador e sua esposa Plotina depois que ambos foram deificados pelo Senado Romano. Foi destruído ainda na Idade Média.

## Local
O local exato do templo ainda é incerto. Durante muito tempo assumiu-se que o templo ficava no local onde hoje está o Palazzo Valentini, que teria reutilizado materiais de construção do templo, mas escavações no local não encontraram nenhum traço de um templo, apenas restos de ínsulas, cujas fundações são muito mais rasas do que as necessárias para um templo. Desde então, acredita-se que o templo ficava no centro do pátio do Fórum de Trajano, de frente para o Fórum de Augusto, ou em algum outro lugar diferente da posição ao norte, como se acreditou por mais de um século.

## História
A inscrição dedicatória do templo está preservada nos Museus Vaticanos. Uma enorme coluna monolítica de granito de 2 metros de diâmetro encimada por um capitel de mármore branco (2,12 metros) ainda está em pé perto da Coluna de Trajano e é possível que tenha pertencido ao templo. Entre os muitos edifícios construídos por Adriano, este é o único ao qual ele afixou seu nome. É provável que o edifício tenha sido enorme, com um pórtico similar ao do Templo de Adriano. Porém, Trajano não foi enterrado ali e sim na base da coluna que leva seu nome.